# Cabritos Futebol Americano
O Cabritos Futebol Americano é uma equipe de futebol americano Brasileira, sediada na cidade de Serra no estado do Espírito Santo.

## História

### Fundação
O Instituto Serrano de Football Americano teve seu inicio no dia 16 de julho de 2011 em uma reunião entre três praticantes do esporte no Espírito Santo, tanto feminino quanto masculino.
Vendo que o município da Serra não havia nenhuma uma instituição dedicada a participar de competições de futebol americano no Espírito Santo, além de dar oportunidade a jovens e adultos da região, que normalmente não teriam acesso ao esporte devido ao custo elevado, utilizando deste esporte para promover inclusão social, decidiu-se em uma reunião que o início seria pelo lado mais burocrático, então antes mesmo do primeiro treino, o Serra Cabritos, nome fantasia do instituto para homenagear a cidade da Serra, além do uso do nome Cabritos simbolizando, força, dedicação e determinação, já haviam gerado toda a documentação para a criação do instituto.
Foi então que chegou um grande apoio, Nicholas Ewens (ex-jogador da Liga Americana) entrou para a equipe como diretor técnico para dar suporte aos treinamentos.
Após uma semana de muito esforço de toda a equipe administrativa, veio o primeiro treino no dia 23 de julho de 2011. Mesmo debaixo de chuva chegaram para treinar 63 atletas, a partir desta data iniciaram os treinos já planejando competições em 2012.
Depois de três treinos na areia e muito esforço em equipe, conseguiram um campo de grama, o Centro de Treinamentos do Rio Branco que se encontra em Portal de Jacaraípe.
No ano de 2012 o Instituto Serrano de Football Americano teve sob sua tutela uma média de 70 atletas no time principal com idades entre 15 a 40 anos.
Em janeiro de 2012 o Instituto Serrano de Football Americano, sediou, graças aos esforços da Prefeitura da Serra, na praia de Jacaraípe o primeiro Campeonato Serra Juniores para equipes de categoria de base do esporte, evento tal que trouxe alta repercussão e promoção do esporte na Serra, além de elevar o nome do município como promotora de futebol americano, posição esta que era de única visibilidade a Vila Velha.
Neste período, Vitor Duque, fundador da equipe de futsal, trouxe sua equipe para agregar ao instituto, abrindo assim uma nova modalidade esportiva dentro do Instituto com o nome de Serra Futsal.
Em março de 2012 a equipe foi para sua primeira competição oficial, o Campeonato Capixaba de Futebol Americano com apenas sete meses de existência. Neste mesmo estadual utilizou o Campo do Canarinho, no bairro de Feu Rosa na Serra, tendo em média de participação de 400 pessoas por jogo.
Devido a sua atuação no estadual, o Instituto recebeu o convite para competir o Campeonato Brasileiro de Futebol Americano ainda no ano de 2012, sendo o primeiro e único time do Espírito Santo a participar.
Em junho de 2012, o Serra Cabritos estreia em uma competição nacional, o Campeonato Brasileiro, com vitória por 21 a 8 contra o Brasil Devilz de São Paulo no Estádio Robertão.
Neste mesmo campeonato a equipe jogou mais duas vezes no estado do Espírito Santo nos campos da Associação de Moradores de Laranjeiras e Campo do Canarinho e ainda ocorreram três viagens interestaduais, respectivamente Minas Gerais, Rio de Janeiro e São Paulo.

### Parceria com o Rio Branco
Em 21 de janeiro de 2013 o Instituto Serrano de Football Americano iniciou uma parceria inédita no estado com o mais tradicional clube de futebol, Rio Branco Atlético Clube, nascendo assim o Rio Branco Cabritos e o Rio Branco Futsal.
Em 2014 estreia na III Super Copa São Paulo da Federação de Futebol Americano de São Paulo (FeFASP) contra o bicampeão da competição, o Corinthians Steamrollers, sendo derrotado por 57 a 12 no Estádio Robertão.
No segundo jogo da competição, derrota o Cougars FA por 16 a 6 no Centro Esportivo Municipal Valentino Redivo, em Ribeirão Pires, na Região Metropolitana de São Paulo.
Depois derrota o Pouso Alegre Gladiadores por 40 a 3 e o Vinhedo Lumberjacks por 31 a 9 ambos no Estádio Manduzão, em Pouso Alegre, Minas Gerais.
Na penúltima rodada, o Cabritos vence o Palestra Corsários por 43 a 23 e garante a primeira colocação da Divisão Leste da Conferência Metropolitana, passando pela primeira vez na história para os playoffs em competições nacionais para encarar o Jundiaí Ocelots nas quartas-de-final.
O Rio Branco Cabrito derrota por 34 a 10 o Ocelots no Complexo Educacional Cultural e Esportivo Benedito de Lima em Jundiaí e avança à semifinal da Super Copa São Paulo (final da Conferência Metropolitana).
Depois de uma grande campanha, o Cabritos perde na semifinal para o Corinthians Steamrollers por 42 a 0, terminando na terceira colocação da competição.

### Fusão com o Vitória Antares
Em 2015, o Rio Branco Cabritos e o Vitória Antares se fundem e criam o Rio Branco Futebol Americano, sob a administração do Cabritos. A junção de forças visava a formação de um time mais competitivo a nível nacional.
Ainda em 2015, disputa pela primeira vez o Torneio Touchdown. Na estreia é derrotado pelo Flamengo FA por 55 a 6 no Estádio Luso-Brasileiro no Rio de Janeiro.
É eliminado na primeira fase com campanha de duas vitórias e cinco derrotas.
Em 2016 volta a usar o nome de Cabritos e estreia no Campeonato Brasileiro unificado após o fim do Torneio Touchdown, a Superliga Nacional. É integrante do Grupo 1 da Conferência Leste, junto com o Vila Velha Tritões, Minas Locomotiva e Botafogo Challengers.
Na estreia da Superliga Nacional, o Cabritos é derrotado pelo Vasco da Gama Patriotas no estádio da Vila Olímpica, em Duque de Caxias por 62 a 0.
Cabritos termina a primeira fase na terceira colocação do grupo e é eliminado do campeonato. Sem marcar nenhum ponto e com campanha de cinco derrotas e apenas uma vitória por W.O. devido à desistência do Botafogo Challengers da competição.
Em 2017 não participa do Brasil Futebol Americano, campeonato nacional gerido pelos times em substituição à Superliga Nacional.

## Campanhas de destaque
- 3º colocado da Super Copa São Paulo: 2014